# Cerco de Antioquia
O cerco de Antioquia ocorreu durante a Primeira Cruzada, entre 1097 e 1098, opondo os cruzados aos turcos seljúcidas. Inicialmente os cristãos cercaram a cidade muçulmana de Antioquia, entre 21 de outubro de 1097 e 2 de junho de 1098. Dias depois da conquista da cidade ocorreu um segundo cerco, com o general Querboga de Moçul a sitiar os europeus em Antioquia, de 7 a 28 de junho de 1098.

## Antecedentes
Depois da tomada de Antioquia ao Império Bizantino em 1085, os seljúcidas tinham reforçado as fortificações desta cidade. Construídas durante o reinado de Justiniano I as muralhas não tinham sido danificadas durante a conquista seljúcida, conseguida através de traição.
Desde 1088, Iagui Siã tornou-se governador da cidade. Informado da marcha cruzada através da Anatólia, este solicitou ajuda aos estados muçulmanos vizinhos, mas sem sucesso. Então, para se preparar para a chegada do inimigo, aprisionou o patriarca ortodoxo de Antioquia e exilou a população grega e arménia, apesar de permitir a permanência dos ortodoxos sírios.
Os cruzados vinham moralizados pelas suas vitórias militares na Ásia Menor, tendo forçado a rendição de Niceia e vencido os turcos na emboscada de Dorileia, para além de terem obtido vitórias menores em Sozópolis, Icônio e Cesareia Mázaca, que voltaram para o domínio bizantino.

Mapa da Anatólia em 1097, com os locais das batalhas mais recentes assinalados

A marcha através da Anatólia fora difícil e demorara cerca de três meses — a expedição tinha falta de provisões e sofria com o calor do Verão na planície turca. Homens e cavalos morriam em grande número. Apesar de ofertas de alimentos e dinheiro que por vezes recebiam de outros cristãos na Ásia e na Europa, os peregrinos viam a sua sobrevivência dependente de pilhagens aos poucos locais com recursos por onde passavam.
Em Marach, Balduíno de Bolonha separara-se do exército principal, acabando por fundar o primeiro estado cruzado — o Condado de Edessa. Ao mesmo tempo, os diferentes líderes da cruzada continuavam a disputar a primazia militar da expedição, apesar de nenhum se conseguir afirmar decisivamente. Só a liderança espiritual era universalmente reconhecida no bispo Ademar de Monteil.

## Cerco cristão

### 1097
Tendo ouvido o rumor que Antioquia tinha sido abandonada pelos seljúcidas, os peregrinos apressaram a tomá-la. Mas a 20 de Outubro de 1097, ao chegar às margens do rio Orontes junto à cidade, verificaram que esta ainda estava ocupada e disposta a oferecer grande resistência, protegida por imponentes muralhas com mais de quatrocentas torres.
Inicialmente, os três principais líderes da cruzada no momento, Godofredo de Bulhão, Boemundo de Taranto e Raimundo IV de Toulouse, divergiam sobre a acção a tomar: Godofredo e Boemundo pretendiam montar um cerco à cidade; Raimundo preferia fazer um ataque directo, mas acabou por ceder relutantemente.
A cidade era tão grande que os invasores não tinham homens suficientes a cercá-la eficazmente, pelo que no dia 21 de outubro, quando montaram o cerco, Antioquia ainda podia ser parcialmente abastecida pelo exterior. As fortificações bizantinas eram suficientemente sólidas para resistir a um ataque directo, apesar de Iagui Siã possivelmente não ter possuído homens suficientes para montar uma defesa adequada, pelo terá sido com alívio e esperança que viu os cruzados a não atacar imediatamente.

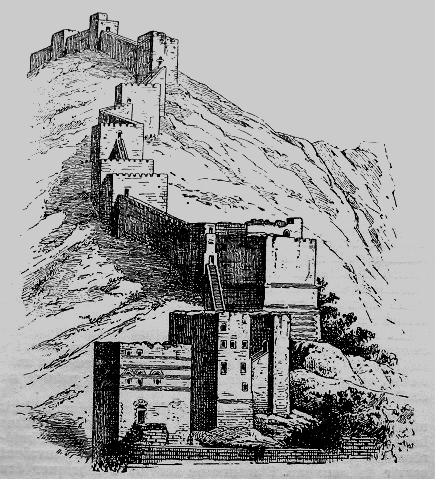
Muralhas de Antioquia no monte Silpius durante as cruzadas

Boemundo acampou no canto nordeste da cidade, na Porta de São Paulo; Raimundo assentou campo mais para oeste, na Porta do Cão; Godofredo posicionou-se na Porta do Duque, ainda mais a oeste, onde foi feita uma ponte de barcos através do rio Orontes até à aldeia de Talenki. A sul encontrava-se a Torre das Duas Irmãs e no canto noroeste a Porta de São Jorge, que não fora bloqueada pelos cruzados e seria usada para abastecer a população com mantimentos. Nas ameias sul e leste de Antioquia localizava-se uma área montanhosa chamada monte Sílpio, onde se encontravam a cidadela e a Porta de Ferro.
A meados de Novembro, Tancredo de Altavila chegou com reforços e uma frota da República de Génova chegou ao porto de São Simeão, trazendo provisões. Em Dezembro Godofredo de Bulhão adoeceu e os mantimentos voltavam a ficar escassos à medida que o inverno se aproximava. No fim do mês Boemundo e Roberto II da Flandres, acompanhados de 20 mil homens, dirigiram-se para sul para tentar saquear alimentos. Durante este período, Iagui Siã fez uma sortida pela Porta de São Jorge a 29 de dezembro e atacou o campo de Raimundo de Toulouse em Talenqui. O conde cristão repeliu o inimigo mas não conseguiu entrar na cidade.
Entretanto, Boemundo e Roberto foram atacados por um exército do governador Ducaque de Damasco, que viera socorrer Antioquia. Apesar de os cruzados terem vencido o confronto, foram forçados a retirar para o acampamento sem terem conseguido obter muitos mantimentos. O ano acabou com estranhas interferências da natureza: no dia 30 de dezembro houve um sismo e na noite seguinte uma aurora boreal. As semanas seguintes seriam carregadas de chuva extemporânea e muito frio, pelo que o governador damasceno teve de regressar à sua cidade sem voltar a investir sobre os cristãos.

### 1098

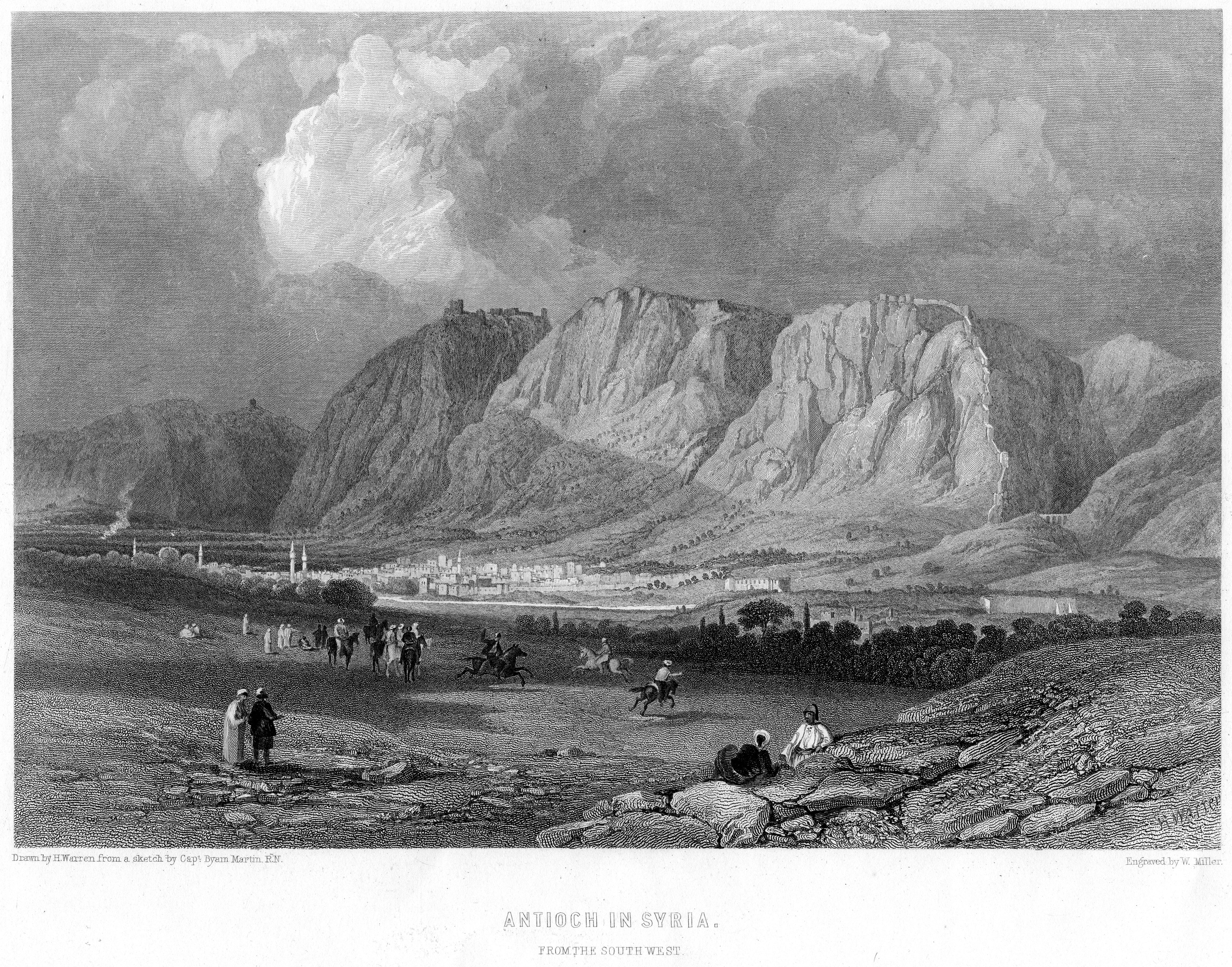
Antioquia vista de nordeste (gravura de William Miller, 1866)

À medida que o cerco se arrastava pelo inverno, a fome no acampamento cruzado matava homens e cavalos — um sétimo dos sitiadores estava a morrer de inanição e só restavam 700 montadas. Segundo as lendas que circularam na época, e que podem ter muito de verdade, alguns dos soldados mais pobres, sobreviventes da Cruzada Popular liderados por Pedro o Eremita e chamados de tafurs, recorreram ao canibalismo, comendo os corpos dos inimigos mortos ou dos companheiros que não sobreviveram. Outros peregrinos comiam os cavalos, alguns preferiam a fome.
Balduíno de Bolonha, agora conde de Edessa, enviou dinheiro e mantimentos ao exército latino, apesar de não participar pessoalmente na acção militar. Cristãos locais e o patriarca ortodoxo Simeão de Jerusalém, exilado em Chipre, também tentaram enviar alimentos, mas estes nunca eram suficientes. Alguns cavaleiros e soldados começaram a desertar em Janeiro, incluindo Pedro o Eremita, mas este foi descoberto e, com o seu prestígio manchado, reencaminhado para o acampamento por Tancredo de Altavila.
Em Fevereiro, o e legado Tatizius, que permanecera na cruzada como conselheiro dos ocidentais e representante de Aleixo I Comneno, abandonou subitamente o cerco. Segundo Ana Comnena, que terá falado pessoalmente com o general bizantino, os cruzados recusavam-se a ouvir os seus conselhos. Mais grave ainda, Boemundo de Taranto informara-o de um plano dos outros líderes para o assassinarem, por acreditarem que o imperador de Bizâncio estava secretamente a traí-los e a encorajar os turcos.

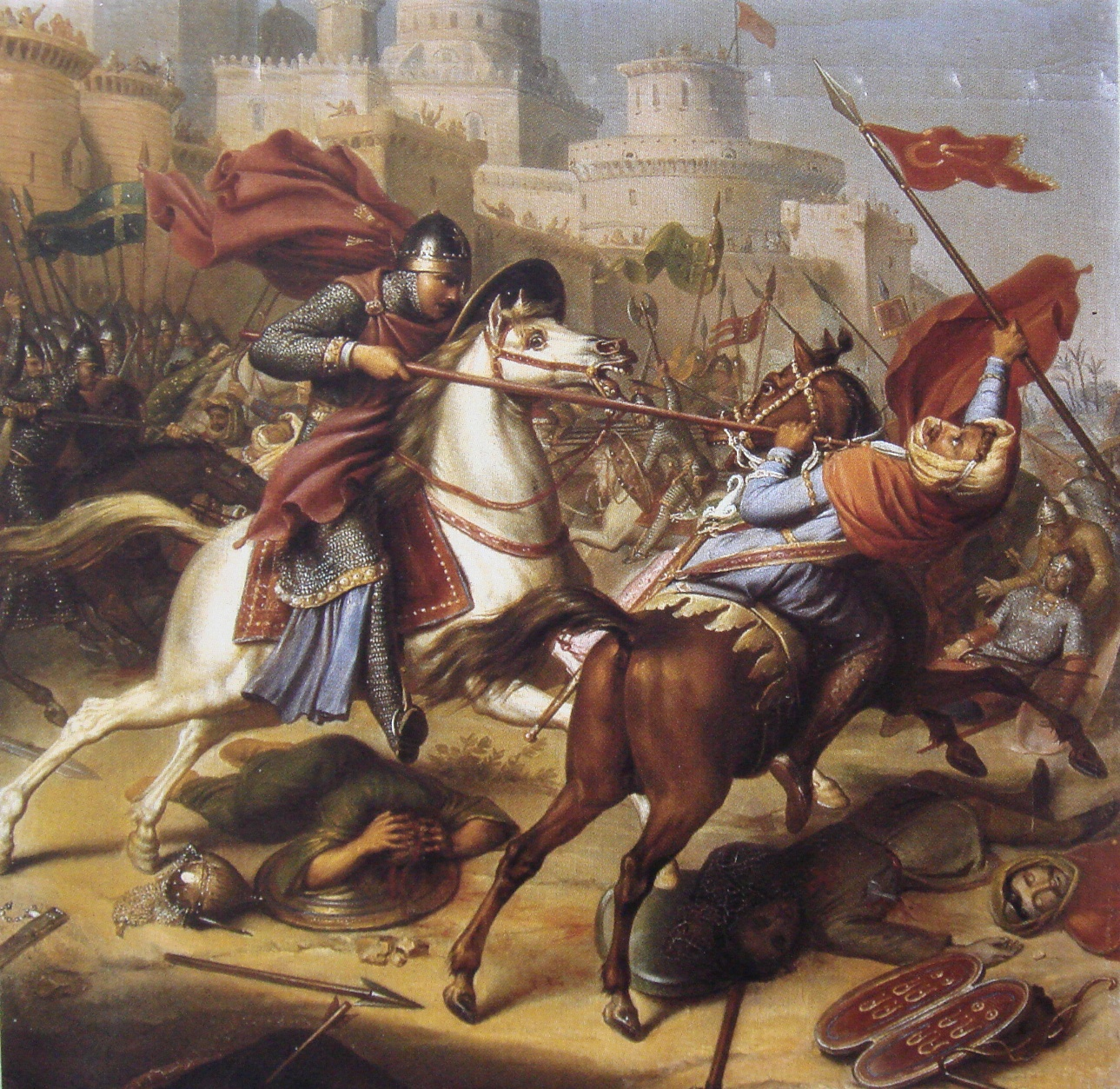
Roberto II da Normandia no cerco de Antioquia (pintura de J.J. Dassy, 1850)

No entanto, Boemundo declarou o acto de Tatizius como traição ou covardia, sentindo-se justificado para renegar quaisquer compromissos de passar Antioquia para o controlo bizantino assim que tomassem a cidade. Imediatamente ameaçou, com o pretexto da demora do cerco, voltar a Itália para trazer reforços, mas as suas capacidades estratégicas e a importância do contingente que o acompanhava eram absolutamente necessárias à cruzada.
Godofredo de Bulhão e Raimundo IV de Toulouse desconfiavam da mão de Boemundo na partida do general bizantino, e não pretendiam ceder à chantagem, mas os cavaleiros minores e os soldados estavam dispostos a reconhecer as pretensões do tarantino para que este não os abandonasse. Deste modo foi-lhe prometida a posse da cidade.
Entretanto, Iagui Siã continuava a negociar ajudas com os seus vizinhos muçulmanos. Como resultado, um exército de Raduano de Alepo atacou os cruzados em Harim a 9 de fevereiro, mas também foi derrotado.
Em março chegou uma frota inglesa a São Simeão (na actual província turca de Hatay), liderada por Edgar Atheling. Proclamado rei da Inglaterra, este vinha de Constantinopla, onde se tinha exilado, trazendo consigo materiais para a construção de engenhos de cerco.

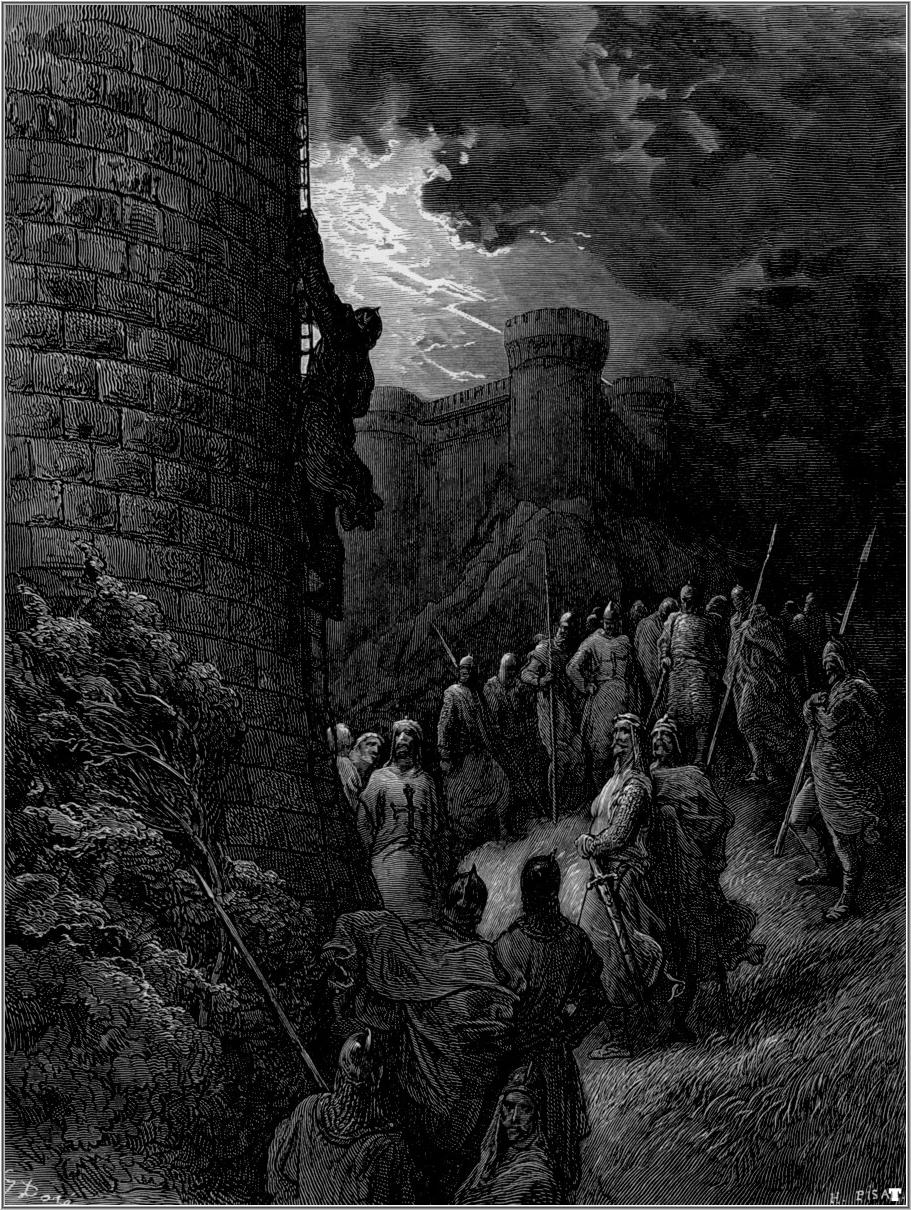
Boemundo de Taranto a subir as muralhas de Antioquia; ilustração de Gustave Doré

No dia 6, Raimundo de Toulouse e Boemundo de Taranto foram atacados por um destacamento da guarnição de Antioquia, quando ambos transportavam esta carga para o acampamento, uma vez que nenhum deles confiava no outro. Mas com o auxílio de Godofredo de Bulhão, derrotaram os inimigos. Apesar de ter sido Aleixo Comneno quem fornecera a frota e os materiais a Edgar, os cruzados não consideraram esta acção como assistência directa dos bizantinos, continuando a justificar-se quanto à quebra do juramento que tinham feito na Primavera de 1097 ao imperador.
Foram então construídos engenhos de cerco e um forte, chamado La Mahomerie e comandado pelo conde de Toulouse, para bloquear a Porta da Ponte e impedir que Iagui Siã atacasse as linhas de provisões cruzadas a partir dos portos de São Simeão e Alexandreta. Simultaneamente repararam um mosteiro abandonado, a oeste da Porta de São Jorge, por onde Antioquia estava a ser abastecida. Tancredo de Altavila colocou uma guarnição no mosteiro, referido nas crónicas como Forte de Tancredo. Agora o cerco tornava-se mais eficaz e havia mais comida no campo cruzado à medida que a Primavera de aproximava.
Em Abril, uma embaixada do Califado Fatímida chegou para tentar negociar a paz com os cristãos, uma vez que ambos possuíam inimigos em comum — os seljúcidas. Pedro o Eremita, que era fluente em árabe, foi enviado para umas negociações que não obtiveram resultados. Pensando que os cruzados eram simples mercenários do Império Bizantino, os egípcios estavam dispostos a deixá-los na posse da Síria se concordassem em não atacar a Palestina fatímida, um equilíbrio geopolítico perfeitamente aceitável entre os dois impérios locais antes das invasões turcas.
Mas devido ao seu voto de cruzada e ao seu zelo religioso, os ocidentais não podiam aceitar qualquer acordo que não incluísse a passagem de Jerusalém para o domínio cristão. No entanto, os fatímidas foram tratados com hospitalidade e receberam diversos presentes, resultados da pilhagem dos turcos derrotados.

## Conquista de Antioquia
No final do mês de Maio de 1098, um exército muçulmano de Moçul sob o comando de Querboga aproximou-se de Antioquia. Muito mais numeroso que os das tentativas anteriores de desalojar o cerco cruzado, este exército também contava com forças de Raduano de Alepo e Ducaque de Damasco, para além de persas e ortóquidas da Mesopotâmia.

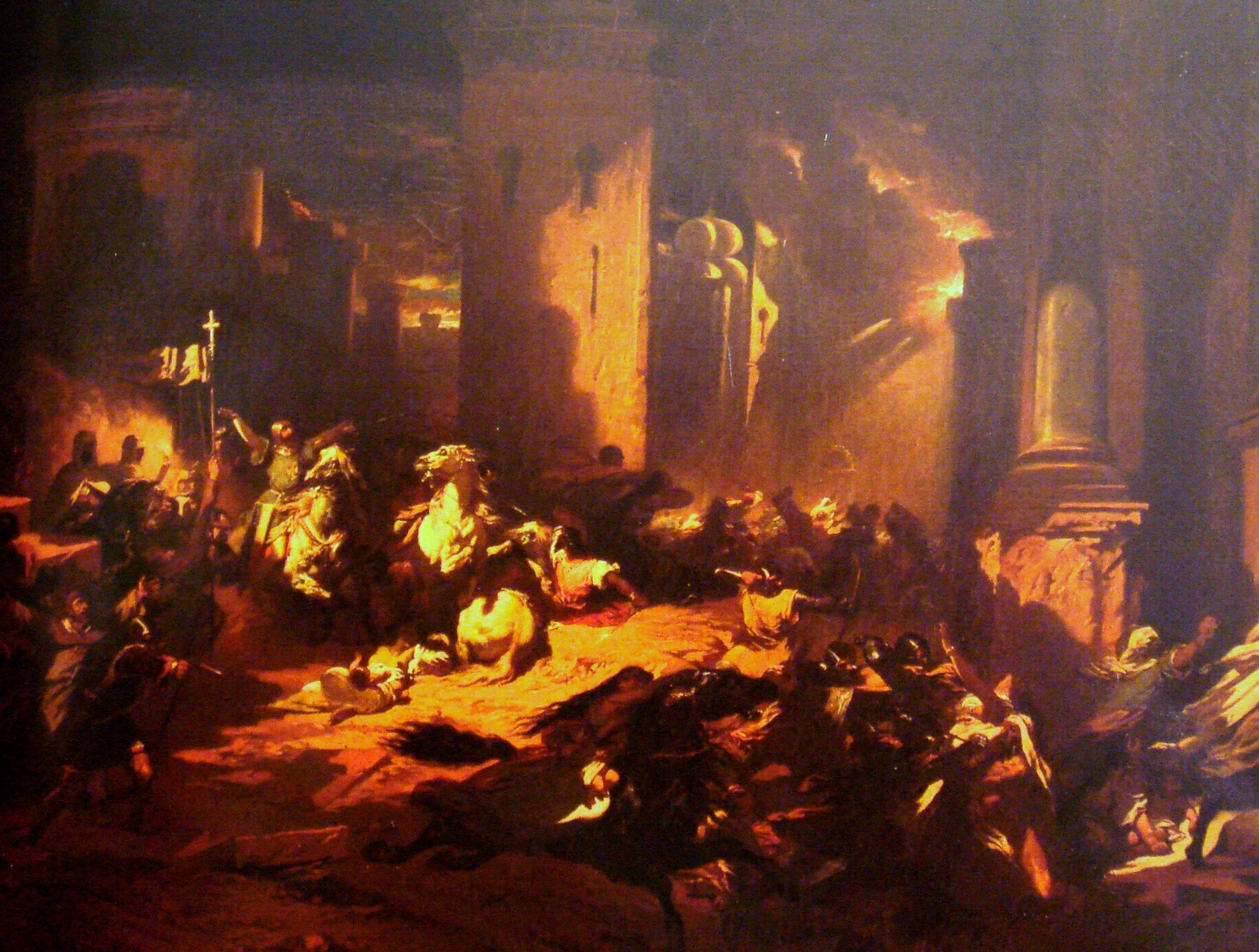
Conquista de Antioquia por Boemundo de Taranto (pintura de L.Gallait, 1840)

Mas felizmente para os latinos, Querboga perdeu três preciosas semanas a tentar conquistar Edessa ao conde Balduíno de Bolonha, mas sem sucesso. Sabendo que a sua sua sobrevivência dependia de estarem dentro das muralhas de Antioquia antes da chegada deste exército, os cruzados estavam dispostos a aceitar quaisquer soluções para o problema.
Boemundo de Taranto tinha a solução, mas não pretendia pô-la em efeito antes que lhe assegurassem que ficaria pessoalmente na posse da cidade. Em segredo, estabelecera contacto com um guarda arménio da Torre das Duas Irmãs, um cristão convertido ao Islão chamado Firuz. Para além de ressentido com Iagui Siã (um relato conta que o governador muçulmano tomara a esposa de Firuz), aceitou um suborno para abrir os portões.

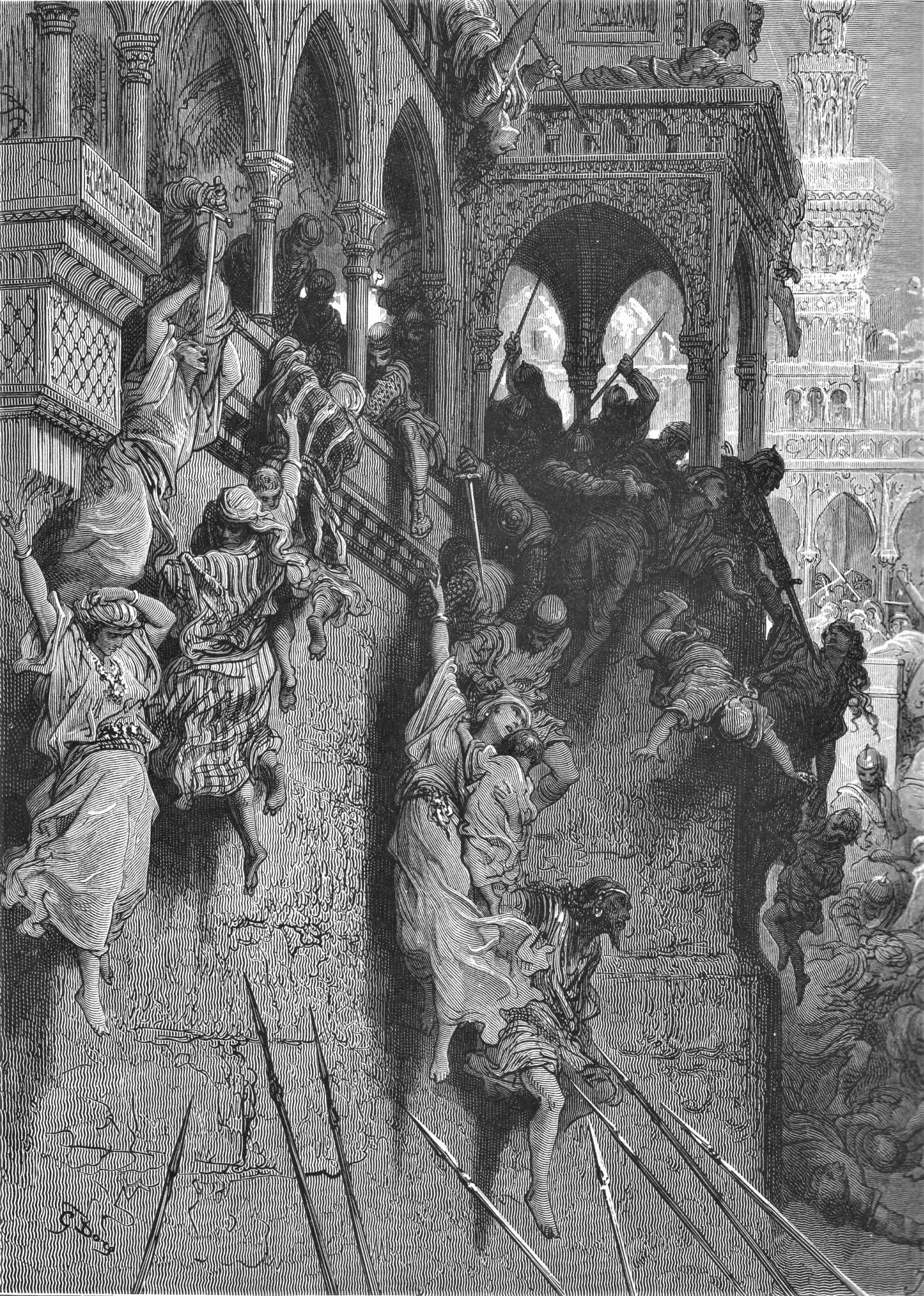
O massacre de Antioquia, ilustração de Gustave Doré

Assim, o príncipe normando ofereceu entrada na cidade aos outros líderes, sob as suas condições. Raimundo IV de Toulouse, aliado de Aleixo I Comneno contra Boemundo, ficou furioso e exigiu que a cidade fosse entregue ao imperador bizantino, conforme tinham jurado em Constantinopla. Mas Godofredo de Bulhão, Roberto II da Normandia e logicamente Tancredo de Altavila, sobrinho do tarantino, para além de outros líderes menores, sabiam que a situação era desesperada e concordaram. Só se manteve uma ressalva em favor de Aleixo, se este entretanto chegasse para cumprir a sua promessa de ajudar os cruzados.
apesar disto, a 2 de junho Estêvão de Blois e alguns outros cruzados abandonaram o exército. Nesse mesmo dia, Firuz instruiu Boemundo a simular a marcha das suas forças ao encontro de Querboga, mas voltar para Antioquia e, ocultado pela noite, escalar as muralhas da sua torre, onde obteriam a entrada.
A acção foi um sucesso e resultou em um massacre. Os cristãos orientais da cidade também abriram as outras portas de Antioquia e participaram no combate, matando parte da guarnição turca. No entanto, por não conseguirem diferenciar as etnias ou por não se importarem com a morte dos ortodoxos, para além dos muçulmanos os cruzados também mataram cristãos, incluindo o irmão de Firuz. Iagui Siã fugiu mas foi aprisionado por cristãos sírios à saída da cidade, que o decapitaram e trouxeram a sua cabeça a Boemundo.

## Cerco muçulmano
No final do dia 3 de junho, os cruzados controlavam a maioria da cidade, com a excepção da cidadela que permanecia sob o controlo de Xamece Daulá, filho de Iagui Siã. O patriarca ortodoxo João de Antioquia foi restaurado ao seu cargo por Ademar de Monteil, o legado papal da Primeira Cruzada, que desejava manter boas relações com os bizantinos, especialmente ao ver que Boemundo pretendia manter a cidade sob o seu domínio.
Mas depois do longo cerco cruzado a cidade tinha poucas provisões, e a iminente chegada do exército de Querboga impedia o reabastecimento. Os muçulmanos começaram a chegar apenas dois dias depois, no dia 5 de junho, mas só tentariam a primeira invasão no dia 7, e estabeleceriam um cerco no dia 9.
Entretanto mais ocidentais tinham aproveitado para desertar antes da chegada do inimigo, juntando-se a Estêvão de Blois em Tarso. Ao ver o exército de Querboga acampado junto a Antioquia, e não sabendo que os cruzados tinham conseguido entrar na cidade, o conde de Blois concluiu que a expedição tinha mesmo fracassado em Antioquia, e a chegada de desertores confirmou os seus temores.

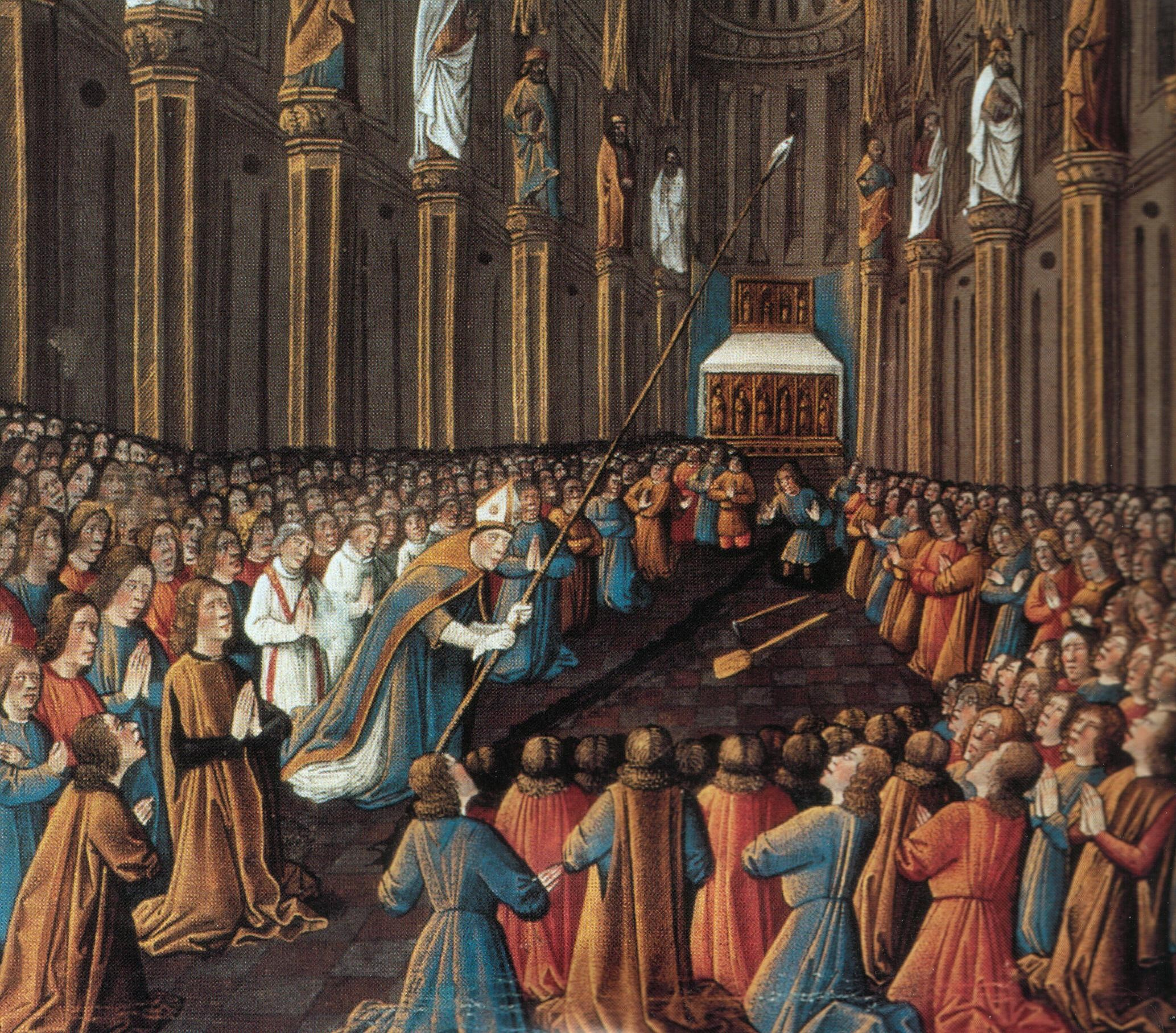
Descoberta da Santa Lança de Antioquia (iluminura do século XV

De volta a Constantinopla, Estêvão e os seus companheiros encontraram-se com Aleixo I Comneno, que pretendia partir para auxiliar os latinos, não sabendo que tinham sucedido na tomada da cidade e que agora estavam eles mesmos sujeitos a um cerco. Estêvão convenceu o imperador que a cruzada estava perdida, e os grupos de reconhecimento de Aleixo informaram-no da presença de outro exército seljúcida nas proximidades dos seus territórios na Anatólia. Assim, decidiu voltar a Constantinopla em vez de partir para a batalha.
Entretanto, em 10 de junho um monge pobre de pouca importância chamado Pedro Bartolomeu afirmou que desde dezembro vinha tendo visões de Santo André, que lhe teria contado que a Santa Lança, que feriu o flanco de Cristo na cruz, encontrava-se na igreja de São Pedro em Antioquia. O santo teria instruído o monge a falar disto aos líderes cruzados, e a oferecer a lança a Raimundo de Saint-Gilles quando a encontrassem.
Com fome e imbuídos de zelo religioso, os cruzados estavam sujeitos a visões e alucinações. Outro monge, chamado Estêvão de Valence disse ter visto aparições de Cristo e da Virgem Maria. A 14 de junho também viram um meteoro atingir o campo inimigo, o que foi interpretado como um bom presságio.
Apesar das suspeitas de Ademar de Monteil, que tinha visto uma relíquia da Santa Lança em Constantinopla, Raimundo de Toulouse incentivou Pedro Bartolomeu. Juntamente com Raimundo de Aguilers, o bispo Guilherme de Orange e outros, começaram a escavação do soalho da catedral a 15 de junho. Quando não encontraram nada, o próprio Pedro desceu ao fosso da escavação, alcançou com a mão e trouxe uma ponta de lança.
Raimundo de Toulouse acreditou estar a presenciar um sinal de Deus, indicando que iriam sobreviver, e assim preparou-se para uma batalha final em vez de se render ao inimigo. Pedro Bartolomeu ainda revelou mais uma instrução de Santo André: o exército cruzado deveria jejuar por cinco dias (apesar de já estarem a passar fome), que depois seria vitorioso.
Apesar de pensar que tinha sido o monge a colocar a falsa relíquia no local, e troçar abertamente da credulidade dos seus companheiros, Boemundo de Taranto percebeu que o logro melhorava o moral dos sitiados. Pensa-se também na possibilidade de Pedro Bartolomeu estar a dizer o que Boemundo queria, uma vez que este sabia, através dos seus espiões no campo de Querboga, que as várias facções muçulmanas discordavam frequentemente entre si, e que provavelmente não seriam uma força coesa em batalha. A 27 de junho, o príncipe normando enviou Pedro o Eremita para negociar com Querboga, mas não obteve resultados.

## Batalha de Antioquia

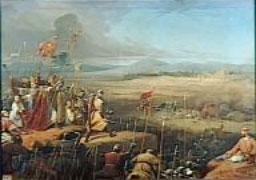
Batalha de Antioquia; pintura de Frédéric Henri Schopin, 1839-1842, Palácio de Versalhes

Boemundo organizou seis divisões: uma comandada por si, e as outras por Hugo I de Vermandois e Roberto II da Flandres, Godofredo de Bulhão, Roberto II da Normandia, Tancredo de Altavila e Gastão IV de Béarn, e Ademar de Monteil. Raimundo IV de Toulouse adoecera, e por isso permaneceu na cidade com 200 homens para guardar a cidadela, na posse de Ahmed Ibn Merwan, um agente de Querboga.
A 28 de junho os cruzados saíram das portas da cidade, com Raimundo de Aguilers a empunhar a Lança de Longino à frente do exército. Contrário aos conselhos dos seus generais, Querboga hesitou, pretendendo atacar todas as forças cruzadas simultaneamente e não uma divisão por vez, mas subestimou os números, o moral e o desespero do inimigo. Fingiu uma retirada para atrair os cruzados para terro mais difícil, enquanto os seus arqueiros atiravam continuamente sobre os cristãos.
Um destacamento seljúcida foi enviado para a ala esquerda cruzada, não protegida pelo rio Orontes, mas Boemundo formou rapidamente uma sétima divisão e repeliu-o. Os turcos infligiam muitas baixas, incluindo o portador do estandarte de Ademar e Querboga incendiou a vegetação rasteira entre a sua posição e a dos cruzados.
Mas isto não deteve os ocidentais, incentivados por alegadas visões de um exército de santos a cavalgar e lutar ao seu lado, liderados por São Jorge, São Demétrio e São Maurício. A batalha foi rápida: quando os cruzados alcançaram a linha de Querboga, Ducaque desertou e a maioria dos outros turcos entraram em pânico; em pouco tempo todo o exército muçulmano bateu em retirada.

## Consequências
Com a fuga de Querboga, a cidadela sob o comando de Amade ibne Maruane rendeu-se pessoalmente a Boemundo de Taranto, o que poderá ter sido combinado previamente sem o conhecimento de Raimundo IV de Toulouse. Conforme o previsto, Boemundo tomou a cidade sob o seu domínio, apesar da discordância de Raimundo e Ademar de Monteil.

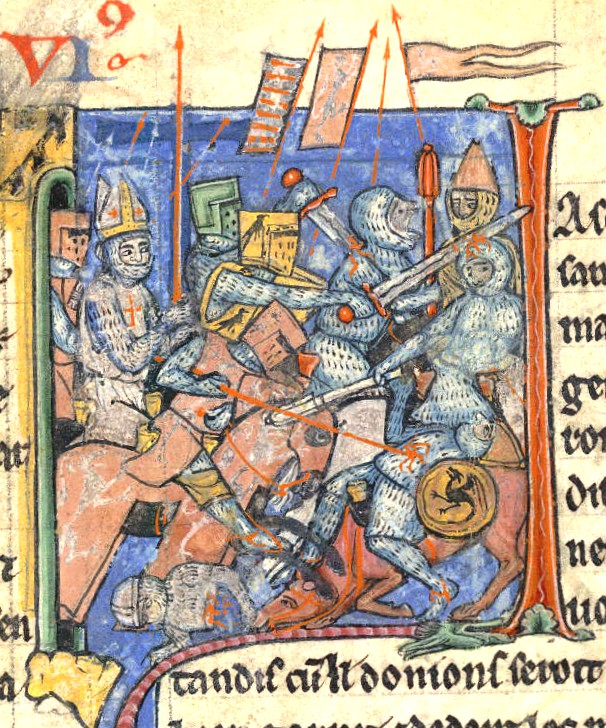
Iluminura medieval de Ademar de Monteil empunhando a Santa Lança na batalha de Antioquia

Hugo I de Vermandois e Balduíno II de Hainaut foram enviados a Constantinopla para informar Aleixo I Comneno da situação, mas Balduíno desapareceria depois de uma emboscada dos turcos seljúcidas na Anatólia. No entanto, com o verão já tão adiantado, o imperador bizantino decidiu não enviar uma expedição para tomar Antioquia para o seu império.
Boemundo argumentava que Aleixo desertara a cruzada e assim invalidara todos os juramentos que os cruzados lhe tivessem feito. Partilhou a ocupação do palácio de Iagui Siã com Raimundo, mas controlava quase todo o resto da cidade e hasteou o seu estandarte na cidadela. Historiograficamente entende-se que os francos do norte da França, os provençais do sul da França e os normandos do sul da Itália consideravam-se "nações" separadas no todo do exército, e que cada contingente se unia para ganhar poder sobre os outros. Este pode ter sido um dos motivos para as disputas, mas a ambição pessoal dos líderes terá também tido um peso muito importante.
Entretanto, a fome e a peste (provavelmente tifo) alastravam, matando inclusivamente a 1 de agosto o único líder incontestado e principal unificador da expedição, Ademar de Monteil. Em Setembro, os líderes da Primeira Cruzada escreveram ao papa Urbano II, solicitando que tomasse Antioquia sob o seu controlo pessoal, mas este recusaria.
Durante o resto de 1098, os cruzados asseguraram a conquista do território ao redor da cidade, apesar de agora possuírem ainda menos cavalos e os camponeses muçulmanos se recusarem a lhes fornecerem alimentos. Em Dezembro, a cidade de Maarate Anumane foi conquistada depois de um cerco, seguindo-se o marcante incidente de um novo massacre e do canibalismo dos cruzados aos habitantes locais.

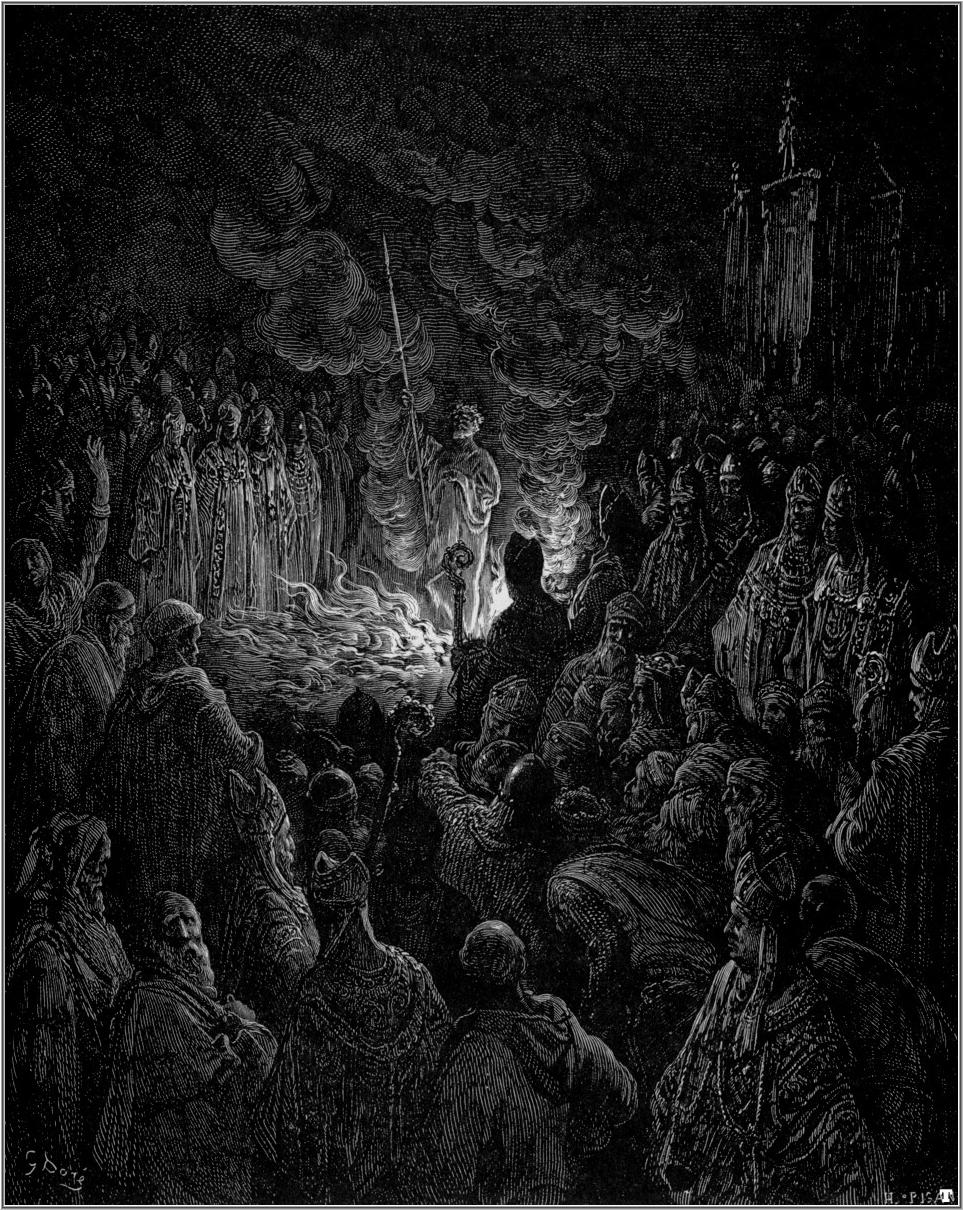
Pedro Bartolomeu a submeter-se à sentença divina do fogo, por Gustave Doré

Descontentes, os nobres menores e os soldados ameaçaram seguir para Jerusalém sem os seus líderes mais notáveis. Sob esta pressão, no início de 1099 Raimundo de Toulouse (o mais carismático devido à sua crença no poder da lança de Pedro Bartolomeu) liderou a marcha para a cidade santa, deixando Boemundo livre para se estabelecer no seu Principado de Antioquia — o segundo estado cruzado a ser criado. Na Primavera tinha início o cerco de Jerusalém.
Entretanto, a reputação de Pedro Bartolomeu fora manchada por muitos cépticos. As suas visões eram demasiado convenientes. Depois da morte de Ademar, Pedro afirmou que o legado o visitara para confirmar a autenticidade da lança. Afirmou ainda ter sido visitado por Jesus Cristo, que instruíra os cruzados a marcharem descalços para Jerusalém, sendo nesta ocasião ignorado pela maioria. Outras visões, de Cristo, Santo André, Ademar e ainda outros, revelavam-lhe a ira divina frente aos vários pecados e vícios dos cruzados.
A 8 de abril de 1099, Pedro aceitou passar por uma sentença divina por fogo na tentativa de provar a sua legitimidade. Os peregrinos construíram um percurso entre paredes de fogo, esperando que o monge fosse protegido por um anjo de Deus. É muito provável que tenha sofrido graves queimaduras, apesar de ter afirmado que não tinha sofrido porque Cristo lhe surgira no fogo, e que se ferira depois no entusiasmo da populaça. De qualquer forma morreu doze dias depois, a 20 de abril.
Apesar disto, uma facção continuou a creditar na legitimidade de Pedro e da sua lança. O cerco de Antioquia rapidamente se tornou lendário e para o celebrar, no século XII foi composta a Canção de Antioquia (Chanson d'Antioche em francês), uma canção de gesta do chamado Ciclo das Cruzadas.